# Benevelingsbrouwsel
Het Benevelingsbrouwsel (Engels: Confusing Concoction) is een toverdrank uit de Harry Potter-boeken van de Britse schrijfster J.K. Rowling. Op de tovenaarsschool Zweinstein wordt deze toverdrank in het derde schooljaar gemaakt als onderdeel van het examen Toverdranken.
Met het Benevelingsbrouwsel raakt het slachtoffer verward en wordt het moeilijk voor hem om helder te blijven denken. Zo raakt het slachtoffer dus afgeleid en vergeet hij wat er aan de hand was. Dit kan handig zijn als een dreuzel getuige is van tovenarij, maar het kan ook misbruikt worden door tovenaars met slechte bedoelingen.
De drank komt maar één keer voor in de boeken, namelijk in Harry Potter en de Gevangene van Azkaban. Hier moet Harry Potter het brouwen voor zijn examen Toverdranken in het derde schooljaar. Hij krijgt zijn drank echter niet dik genoeg en is bang dat zijn leraar, Professor Sneep, hem een nul geeft voor zijn examen. Na de gebeurtenissen op het einde van het schooljaar, blijkt Harry alsnog geslaagd. Harry vermoedt dat schoolhoofd Albus Perkamentus heeft weten te verhinderen dat Sneep Harry opzettelijk zou laten zakken.